# Mountainbike-Marathon-Weltmeisterschaften 2023
Die Mountainbike-Marathon-Weltmeisterschaften 2023 fanden am 6. August 2023 im schottischen Glasgow als Teil der Radsport-Weltmeisterschaften 2023 statt.
Ausgetragen wurden ein Rennen für Männer und eines für Frauen, die im Glentress Forest ca. 85 km südöstlich von Glasgow über dieselbe Strecke (2 Runden) mit einer Gesamtlänge von 96,5 km und 3200 Hm führten.

## Beteiligung
Für beide Wettbewerbe waren insgesamt Vertreter aus 34 Verbänden und allen Kontinentalverbänden außer Asien gemeldet, dazu ein Athlet mit Flüchtlingsstatus.

## Männer
| Platz | Land | Athlet               | Zeit       |
| ----- | ---- | -------------------- | ---------- |
| 1     | BRA  | Henrique Avancini    | 4:14:42 h  |
| 2     | CZE  | Martin Stošek        | + 0:28 min |
| 3     | GER  | Lukas Baum           | + 1:43 min |
| 4     | SUI  | Marc Stutzmann       | + 3:33 min |
| 5     | COL  | Héctor Leonardo Páez | + 3:35 min |
| 6     | POR  | José Pedro Dias      | + 3:52 min |

Von den 109 gestarteten Fahrern erreichten 101 das Ziel.
Henrique Avancini sicherte sich nach 2018 zum zweiten Mal den Titel. Titelverteidiger Samuel Gaze war für das Rennen nicht gemeldet.
Als bester Starter aus Österreich kam Alban Lakata auf dem 14. Platz in Ziel.

## Frauen
| Platz | Land | Athlet             | Zeit        |
| ----- | ---- | ------------------ | ----------- |
| 1     | AUT  | Mona Mitterwallner | 5:07:50 h   |
| 2     | RSA  | Candice Lill       | + 0:54 min  |
| 3     | GER  | Adelheid Morath    | + 9:50 min  |
| 4     | BIH  | Lejla Njemčević    | + 12:42 min |
| 5     | FRA  | Estelle Morel      | + 12:48 min |
| 6     | NZL  | Samara Sheppard    | + 15:30 min |

Von den 55 gestarteten Fahrerinnen erreichten 51 das Ziel.
Auch bei den Frauen war die Titelträgerin Mona Mitterwallner bereits zum zweiten Mal – nach 2021 – erfolgreich. Titelverteidigerin Pauline Ferrand-Prévot war für das Rennen nicht gemeldet.
Beste Teilnehmerin aus der Schweiz war Irina Lützelschwab auf Platz 14.